# American Head Charge
American Head Charge (также известны под именем Head Charge или аббревиатурой AHC) — американская группа из города Миннеаполис (штат Миннесота).

## История

### Формирование группы, дебютный альбом (1996–1999)
Начало American Head Charge было положено, когда Камерон Хикок познакомился с Чадом Хэнксом. Оба они в то время находились в реабилитационной клинике в Миннеаполисе. Тогда же они начали совместно сочинять музыку. Перед тем, как группа получила своё настоящее название, было перепробовано несколько вариантов, но в итоге музыканты остановились на названии American Head Charge, которое по словам Камерона и Чада не несёт никакого смысла.
В 1999 году музыканты выпустили своими силами дебютный альбом Trepanation.

### The War of Art(2000–2002)
Музыка American Head Charge заинтересовала продюсера Рика Рубина, и в 2000 году он предложил группе контракт с лейблом American Recordings, на котором в итоге был записан альбом The War Of Art. В него была включена часть песен из Trepanation. Альбом The War of Art, вышедший 21 августа 2001 года, попал на 118 место в чарте Billboard. Летом 2001 года группа отправилась в турне с фестивалем Ozzfest. В 2002 году были сняты клипы на песни «Just So You Know» (режиссёр Кевин Кёрслейк) и «All Wrapped Up» (режиссёр Томас Мигони). Весной 2002 года из группы уходит гитарист Уэйн Кайл. Его место занимает бывший гитарист Black Food Diesel Брайан Оттосон.

### The Feeding(2002–2005)
Работа над третьим альбомом начинается уже летом 2002 года, но в итоге растягивается почти на 2 года. В январе 2003 года из группы ушёл клавишник Аарон Зилч, его обязанности взял на себя Джастин Фаулер. В 2004 году группа уходит из American Recordings из-за творческих разногласий с лейблом. После чего American Head Charge переходит на Nitrus records, продюсером на The Feeding становится Грег Фиделмен, до этого уже работавший с группой в качестве звукоинженера. В итоге альбом The Feeding выходит 15 февраля 2005 года.
Во время североамериканского турне группы 19 апреля 2005 года умирает гитарист Брайан Оттосон. Предположительной причиной смерти 27-летнего музыканта считается передозировка лекарств.
Чтобы завершить турне, American Head Charge приглашают на место гитариста Бенджи Хелберга. В ноябре 2005 года из группы был неожиданно уволен гитарист Карма Чима. А спустя несколько месяцев в феврале 2006 года из группы уходит барабанщик Крис Эмери.

### Can't Stop the Machine(2006–2008)
Весной 2006 года American Head Charge объявляют о начале работы над новым DVD/CD альбоме. Двойной диск Can't Stop the Machine выпущен 3 апреля 2007 года. В мае 2007 года в группу возвращается Карма Чима.

### Распад группы (2009–2010)
В августе 2009 года один из основателей American Head Charge Чед Хэнкс объявил о том, что группа меняет название и ищет нового вокалиста.
Myspace:

«Это не та новость, носителем которой я хотел бы быть, но мы были готовы и ждали ответа от Камерона почти два года; за это время мы сочинили и записали материала достаточного для двух альбомов, — говорит сооснователь и басист Чед Хэнкс. — На данный момент группа не является приоритетом для него, что очень печально, ведь у него удивительный и уникальный голос; я с нетерпением ждал возможности услышать его в новых песнях. Однако сейчас мы ищем новую кровь; молодую, горячую душу, звучащую как никто другой и готовую работать как проклятая. Мы более чем жаждем вернуться к работе. Это то, чем мы сейчас заняты».
Оригинальный текст (англ.)“This is not the kind of news I enjoy being the bearer of, but we’ve been ready and waiting for input from Cameron for almost two years; we’ve written and recorded two albums worth of material in that time.” says co-founder and bassist Chad Hanks. “At this point, he no longer gives being in this band any sort of top priority, which is so sad seeing as how he has such an amazing and unique voice; I couldn’t wait to hear it on these songs. “However, we’re looking forward to some new blood; a young, hungry soul that doesn’t sound like anyone else and is ready to work his ass off. We’re more than eager to get back to the mines. This is what we do.”

### Воссоединение (2011–2014)
В первой половине 2011 года в твиттере Чеда Хэнкса появилась информация о воссоединении группы. В состав возрождённой группы вошли Чед Хэнкс, Камерон Хикок, Карма Чима, Джастин Фаулер и Крис Эмери. В октябре 2011 года группа отправилась в турне по США. В то же время к группе присоединился второй гитарист Син Кьюрин (Sin Quirin), известный по работе с группой Ministry. В октябре 2011 года музыканты начали запись мини-альбома. В апреле–мае 2012 года American Head Charge съездили в турне Hed 2 Head 3 Tour по США с группами Mushroomhead и (hed) P.E.. 9 мая 2012 года группа выпустила сингл «Sugars of Someday» с готовящегося к выпуску мини-альбома. С лета 2012 по весну 2013 года группа находилась в неактивном состоянии. Запись продолжилась весной 2013 года при участии продюсера Дэйва Фортмана. Мини-альбом Shoot вышел 23 июля 2013 года. В августе-сентябре 2013 года музыканты съездили в турне по США, а в ноябре того же года выступили в Великобритании. Третья часть турне в поддержку мини-альбома прошла с конца января по начало марта 2014 года в США.

### Tango Umbrella(2013–2017)
Весной 2014 года музыканты запустили кампанию по сбору денег на запись альбома на сайте Indiegogo.com. Кампания успешно завершилась спустя два месяца. В феврале 2015 года American Head Charge начали сотрудничество с Napalm Records и объявили название нового альбома — Tango Umbrella. Альбом вышел 25 марта 2016 года.

## Состав группы

### Текущие участники
- Камерон Хикок (Cameron Heacock) — вокал (1996-2009, 2011 - по настоящее время)
- Джастин Фаулер (Justin Fowler) — клавишные, бэк-вокал (2000-2009, 2011 - по настоящее время)
- Карма Синх Чима (Karma Singh Cheema) — гитара (2004-2005, 2007-2009, 2011 - по настоящее время)

### Бывшие участники
- Чед Хэнкс (Chad Hanks) — бас-гитара (1996-2009, 2011 - 2017) (умер 12.11.2017)
- Дэйв Роджерс (Dave Rogers) — гитара (1996-2003)
- Джеми Уайт (Jamie White) — клавишные, бэк-вокал (1996, концертный музыкант)
- Питер Хармон (Peter Harmon) — ударные (1997-2000)
- Уэйн Кайл (Wayne Kile) — гитара (1999-2002)
- Аарон Зилч (Aaron Zilch) — клавишные (1999-2003)
- Брайан Оттосон (Bryan Ottoson) — гитара (2002-2005)
- Николас Куяно (Nicolas Quijano) — гитара (2006, концертный музыкант)
- Энтони Бёрк (Anthony Burke) — гитара (2006, 2012, сессионный музыкант)
- Бенджи Хелберг (Benji Helberg) — гитара (2005-2009)
- Дэйн Тюдерс (Dane Tuders) — ударные (2006-2009)
- Син Кьюрин (Sin Quirin) — гитара (2011-2012)
- Кристер Пил (Krister Pihl) - гитара (2012, концертный музыкант)[30]
- Крис Эмери (Chris Emery) — клавишные (1996-2000), ударные (2000-2006, 2011-2016)
- Тэд Халлоус (Ted Hallows) — гитарист (2013-2016)

## Дискография

### Альбомы
| Подробности                                                                     | Позиции в чартах | Позиции в чартах | Позиции в чартах | Позиции в чартах |
| Подробности                                                                     | US               | US Heat          | US Indep         | UK               |
| ------------------------------------------------------------------------------- | ---------------- | ---------------- | ---------------- | ---------------- |
| Trepanation - Альбом - Издан: 18 июля 1999 - Лейбл: —                           | —                | —                | —                | —                |
| The War of Art - Альбом - Издан: 21 августа 2001 - Лейбл: American Recordings   | 118              | —                | —                | 90               |
| The Feeding - Альбом - Издан: 15 февраля 2005 - Лейбл: DRT Entertainment/Nitrus | —                | —                | 15               | 115              |
| Can't Stop the Machine - CD/DVD - Издан: 3 апреля 2007 - Лейбл: Nitrus          | —                | 31               | —                | —                |
| Shoot - Мини-альбом - Издан: 23 июля 2013 - Лейбл:                              | —                | —                | —                | —                |
| Tango Umbrella - Альбом - Издан: 25 марта 2016 - Лейбл: Napalm Records          | —                | 8                | 30               | —                |

### Синглы
| Год  | Песня               | UK | Альбом         |
| ---- | ------------------- | -- | -------------- |
| 2002 | "Just So You Know"  | 52 | The War of Art |
| 2002 | "All Wrapped Up"    | —  | The War of Art |
| 2005 | "Loyalty"           | —  | The Feeding    |
| 2012 | "Sugars of Someday" | —  | Shoot          |

### Видео
| Год  | Песня              | Альбом         | Режиссёр      |
| ---- | ------------------ | -------------- | ------------- |
| 2002 | "Just So You Know" | The War of Art | Кевин Кёслейк |
| 2002 | "All Wrapped Up"   | The War of Art | Томас Майгон  |
| 2005 | "Loyalty"          | The Feeding    | Майк Слоут    |
| 2005 | "Cowards"          | The Feeding    | Майк Слоут    |

### Участие в сборниках
| Дата            | Песня                                              | Сборник                                                |
| 25 января 2000  | "Filth Pig" (Кавер Ministry)                       | Devilswork: A Tribute to Ministry                      |
| 6 июня 2000     | "Irresponsible Hate Anthem" (Кавер Marilyn Manson) | Anthems of Rust and Decay: A Tribute to Marilyn Manson |
| 26 марта 2002   | "Seamless" (Live)                                  | Pledge of Allegiance Tour: Live Concert Recording      |
| 25 августа 2002 | "Reach and Touch" (Live)                           | Ozzfest 2001: The Second Millennium                    |
| 24 августа 2004 | "Cowards"                                          | UFC: Ultimate Beatdowns, Vol. 1                        |